# Arab gazella
Az arab gazella (Gazella arabica) az emlősök (Mammalia) osztályának párosujjú patások (Artiodactyla) rendjébe, ezen belül a tülkösszarvúak (Bovidae) családjába és az antilopformák (Antilopinae) alcsaládjába tartozó faj.

## Tudnivalók
Korábban mindössze egyetlen példányról volt ismert. A koponya jellegzetességei alapján többi gazellától elkülönülő faj egyetlen ismert példányának maradványait Berlinben őrzik, ahova valószínűleg 1825-ben kerültek. A bika származási helyeként a vörös-tengeri Faraszán-szigeteket jelölték meg.
A fent említett példány azonban a genetikai vizsgálatok következtében hegyi gazellának (Gazella gazella) bizonyult. Szintén gentikai kutatások miatt a biológusok rájöttek, hogy a hegyi gazellának vélt arábiai alfaja, valójában egy különálló fajt alkot; így újrahasznosították ezt a taxon nevet.

### Fordítás
- Ez a szócikk részben vagy egészben  az   Arabian gazelle című angol Wikipédia-szócikk ezen változatának fordításán alapul.  Az eredeti cikk szerkesztőit annak laptörténete sorolja fel. Ez a jelzés csupán a megfogalmazás eredetét és a szerzői jogokat jelzi, nem szolgál a cikkben szereplő információk forrásmegjelöléseként.